# Jan Evangelista Eybl
Jan Evangelista Eybl (11. listopadu 1882, Mahouš – 21. června 1968, Hrusice) byl český kněz a odbojář, po 2. světové válce člen Svazu politických vězňů.

## Život

### Mládí
Narodil se v listopadu 1882 v Mahouši čp. 8 otci Václavu Eyblovi a matce Anně, rozené Raušarové. Po obecné škole absolvoval v letech 1894–1902 české gymnázium Jana Valeriána Jirsíka v Českých Budějovicích. Zásluhou strýce, který byl farářem, byl Jan nasměrován ke studiu na bohosloveckém učilišti taktéž v Českých Budějovicích, odkud byl už 4. dubna 1903 odveden k záloze 91. pěšího pluku. Dne 22. července 1906 došlo k jeho vysvěcení na kněze a zároveň i ke jmenování záložním polním kurátem.

### Kaplan
Jako kaplan působil nejdříve od 1. září 1906 v Katovicích u Strakonic, od 1. prosince 1907 v Prachaticích a od 1. března 1913 v Netolicích.

### 1. světová válka
Během služby v Netolicích ho zastihla 1. světová válka a Jan Eybl byl 1. listopadu 1914 mobilizován k 91. pěšímu pluku. Dne 14. listopadu 1916 byl na planině Doberdo zraněn. Jeho bratr Martin, který byl s ním, mu umřel v náručí. Potom se léčil ve vojenské nemocnici v Českých Budějovicích a pak působil jako kapitán duchovní služby v záloze. Byl vyznamenán Jubilejním křížem 1908, Záslužným křížem pro duchovenstvo II. třídy, vojenskou záslužnou medailí Signum Laudis, Karlovým vojenským křížem a vyznamenáním Červeného kříže.

### Farář
V meziválečném období působil na farnostech v Nákří, Rudolfově, Dobré Vodě a v Pištíně. V letech 1925–1932 byl farářem ve Strážném a v letech 1932–1938 v Kamenném Újezdě.

### 2. světová válka
Dne 1. října 1939 se přestěhoval do Berouna, kde se záhy zapojil do místního odboje. Později byl za svou činnost vězněn gestapem na Kladně, poté v Terezíně odkud byl transportem převezen do koncentračního tábora Dachau.

## Zajímavosti
Jan Eybl byl v roce 1960 vyznamenán za záchranu lidických matrik. V 60. letech byl novináři vyhledán jako předloha postavy kuráta Ibla z Haškova Švejka.